# Barberaz
Barberaz település Franciaországban, Savoie megyében. Lakosainak száma 5246 fő (2022. január 1.). Barberaz Bassens, Chambéry, Jacob-Bellecombette, Montagnole, La Ravoire, Saint-Alban-Leysse és Saint-Baldoph községekkel határos.

## Népesség
A település népességének változása:
| Lakosok száma | 4595 | 4640 | 4787 | 4717 | 4876 | 5022 | 5167 | 5260 | 5246 |
|               | 2013 | 2015 | 2016 | 2017 | 2018 | 2019 | 2020 | 2021 | 2022 |